# National Historic Chemical Landmarks
Les National Historic Chemical Landmarks (en français : Sites nationaux sur l'histoire de la chimie) sont un projet initié par l'American Chemical Society, en 1992, et qui en a attribué le statut a plus de 60 sites depuis lors. Les lieux ou réalisations retenus sont marquants de l'histoire de la chimie et des hommes qui contribuèrent à son évolution aux États-Unis et dans le monde.

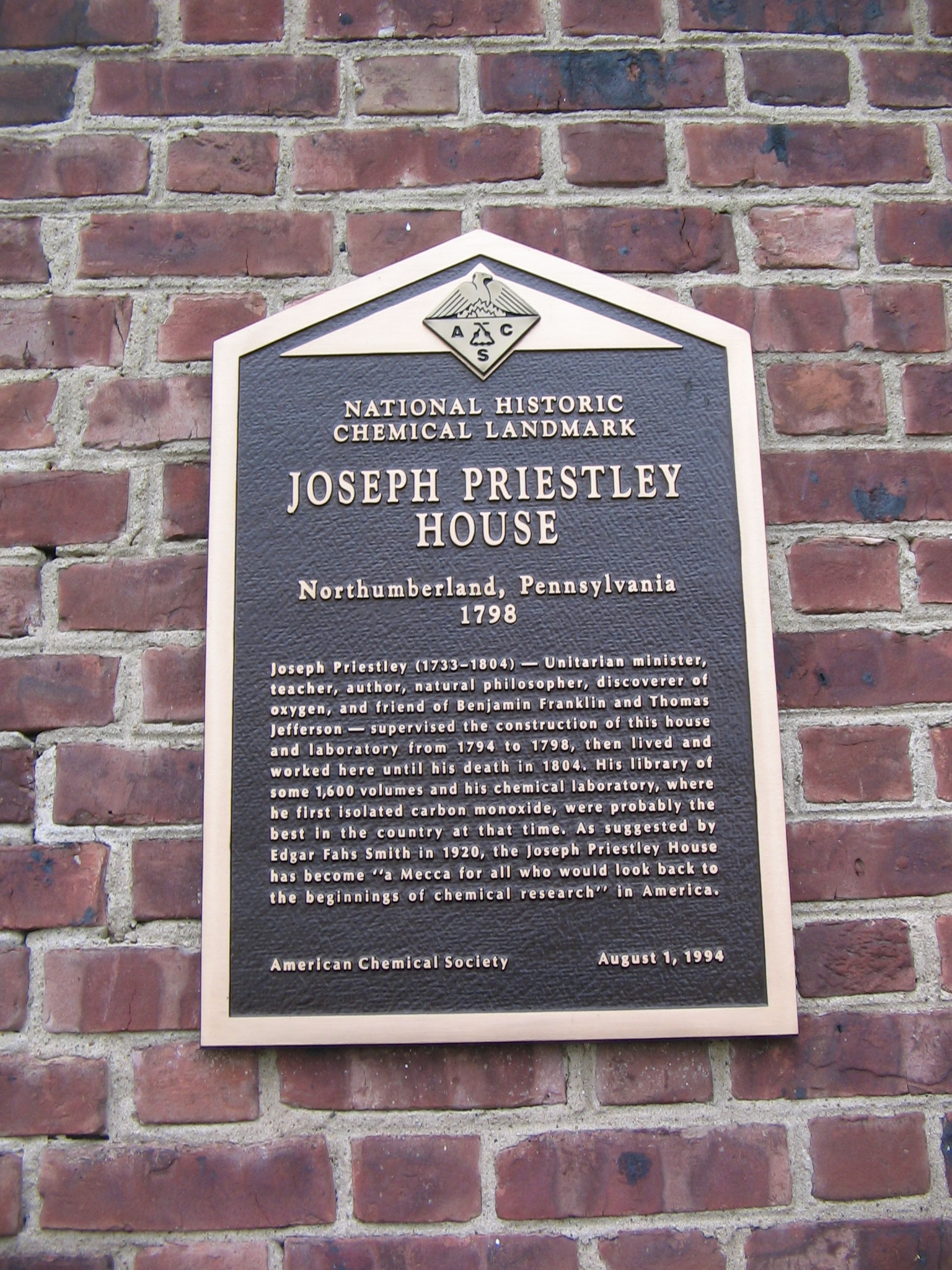
Plaque mentionnant le statut de National Historical Chemical Landmark sur la Joseph Priestley House.

## Liste des National Historic Chemical Landmarks

### 1993
- La bakelite, la première matière plastique totalement synthétique.

### 1994

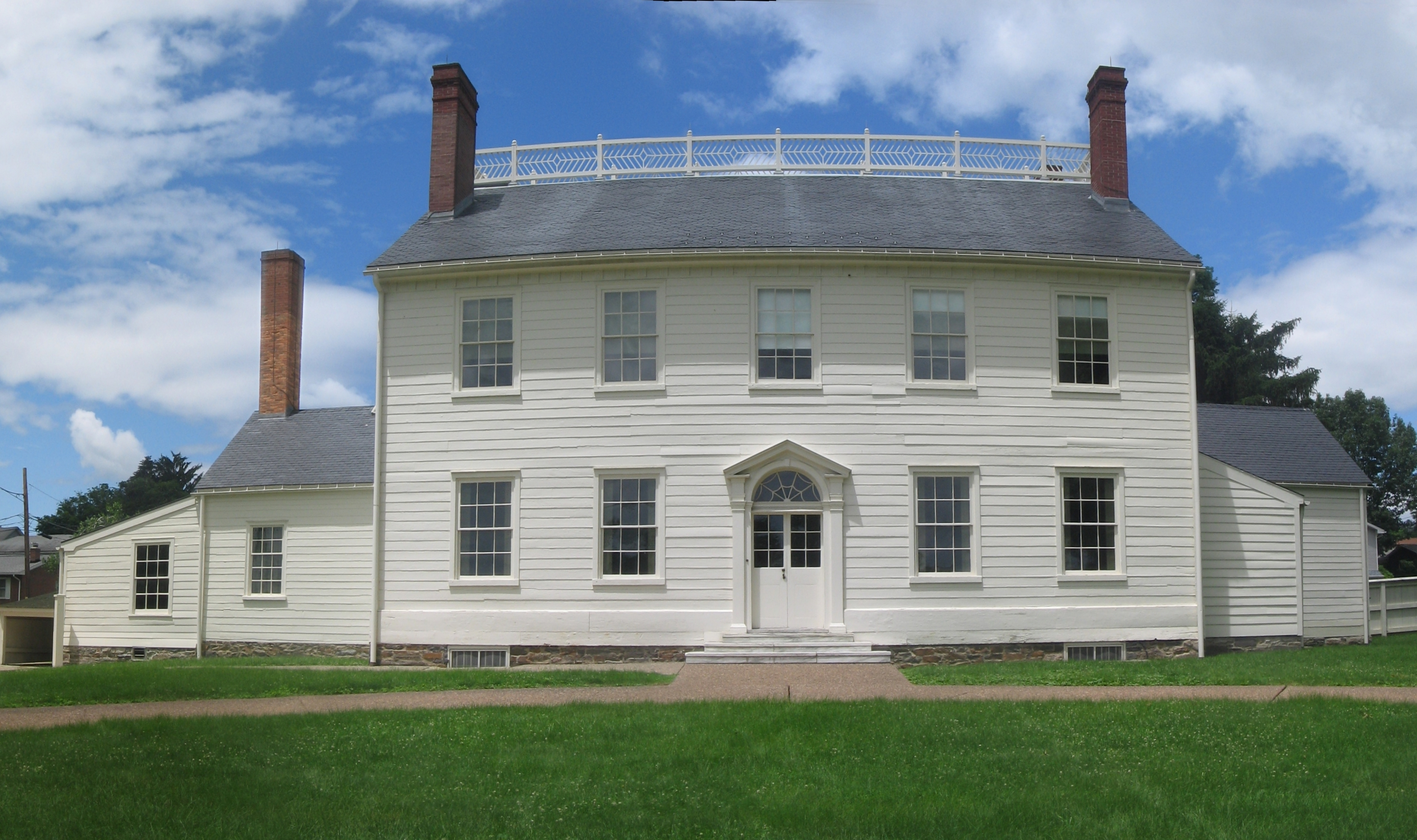
La Joseph Priestley House à Northumberland.

- Le Chandler Chemistry Laboratory de l'université Lehigh à Bethlehem.
- La Joseph Priestley House, demeure de Joseph Priestley, découvreur de l'oxygène.

### 1995
- Le poids atomique de l'oxygène calculé par Edward Morley.
- La houille en tant que source d'acétyle pour les matériaux en matière plastique et les fibres en substitution du pétrole.
- La première usine de nylon, construite par DuPont, à Seaford.
- Le Riverside Laboratory d'Universal Oil Products.

### 1996
- Le processus de production de l'acrylonitrile par la Standard Oil of Ohio (en).
- Le processus d'Eugène Houdry pour la conversion sélective ou craquage du pétrole à l'essence.
- La peinture au latex développée par les chimistes Henry Sherwin et Edward Williams.
- La collection Williams-Miles History of Chemistry abritée par la Harding University (en) à Searcy

### 1997

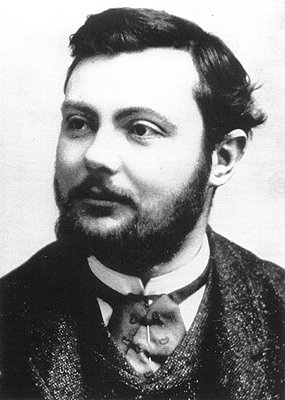
Paul Héroult

- Le processus de Hall-Héroult de production industrielle d'aluminium par électrochimie découvert en 1886 qui fut démontré par le chimiste américain Charles Martin Hall et indépendamment, la même année, par le chimiste français Paul Héroult
- La première production par électrolyse de brome par Herbert Henry Dow au Evens Mill de Midland (Michigan)
- Le Gilman Hall de l'université de Californie à Berkeley.
- La commercialisation de la chimie des rayonnements.

### 1998
- Le processus industriel de production de carbure de calcium et d'acétylène découvert accidentellement en 1892 par Thomas Willson (en).
- Le réacteur à fluidisation pour le craquage du pétrole pour la production d'essence.
- Le Havemeyer Hall à l'université Columbia.
- La diffusion Raman découverte par le physicien indien Chandrashekhara Venkata Râman.
- Le caoutchouc synthétique développé par le United States Synthetic Rubber Program (1939-1945).
- Le développement de la cimétidine utilisée dans le traitement de l'ulcère gastro-duodénal par SmithKline Beecham Pharmaceuticals

### 1999
- La découverte de la pénicilline
- La synthèse de la physostigmine (utilisée pour le traitement du glaucome) réalisée pour la première fois au Minshall Laboratory de la DePauw University par le chimiste Percy L. Julian
- La synthèse de la progestérone développée par Russell Marker.
- Fondation de la science des polymères par Hermann Staudinger.
- Le polypropylène et polyéthylène à haute-densité découverts par J. Paul Hogan et Robert Banks pour la Phillips Petroleum Company
- Le procédé de séparation des terres rares par Charles James à l'université du New Hampshire
- Les travaux du scientifique français Antoine Lavoisier, qui fonda les principes de la chimie moderne.

### 2000

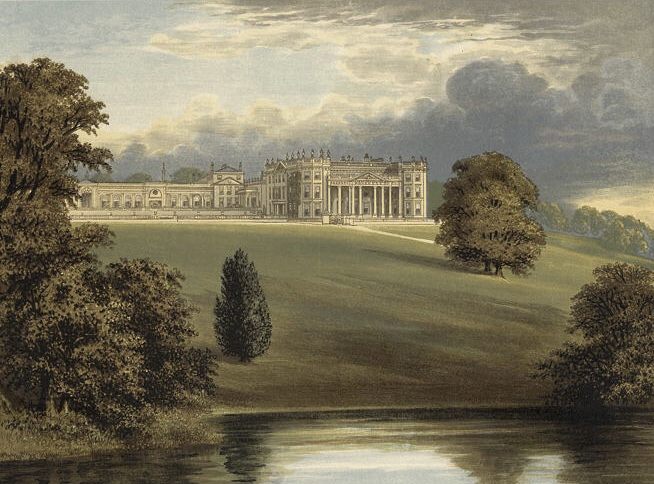
Bowood House (1880).

- Bowood House dans le Wiltshire site ou Joseph Priestley découvrit l'oxygène en 1774.
- La Edgar Fahs Smith Memorial Collection à l'université de Pennsylvanie
- La découverte de l'hélium dans le gaz naturel par Hamilton Cady (en) et David Ford McFarland lors de leurs travaux à Bailey Hall à l'université du Kansas sur un échantillon d'un puits de gaz de Dexter (Kansas) en 1905.
- Isolation des radicaux libres organiques par Moses Gomberg (en), chimiste à l'University of Michigan en 1900.
- Fondation de la science moderne des polymères par Wallace Carothers
- Chimie des protéines et des acides nucléiques à l'université Rockefeller
- Découverte des éléments transuraniens au E. O. Lawrence Berkeley National Laboratory à l'université de Californie à Berkeley comprenant le berkelium (97), le californium (98), l'einsteinium (99), le fermium (100), le mendelevium (101), le nobelium (102), le lawrencium (103), le rutherfordium (104), le dubnium (105) et le seaborgium (106)

### 2001
- Le Savannah Pulp and Paper Laboratory fondé par le chimiste Charles Herty (en) qui découvrit une méthode de production du papier grâce à la pulpe du pin méridionale en 1932.
- Le National Institute of Standards and Technology, (NIST)
- La commercialisation de l'aluminium par la Pittsburgh Reduction Company (Aluminum Company of America) en 1888 qui utilisait le procédé électrochimique découvert par Charles Martin Hall.
- La fondation de l'American Chemical Society en 1876 et son premier président John William Draper.

### 2002

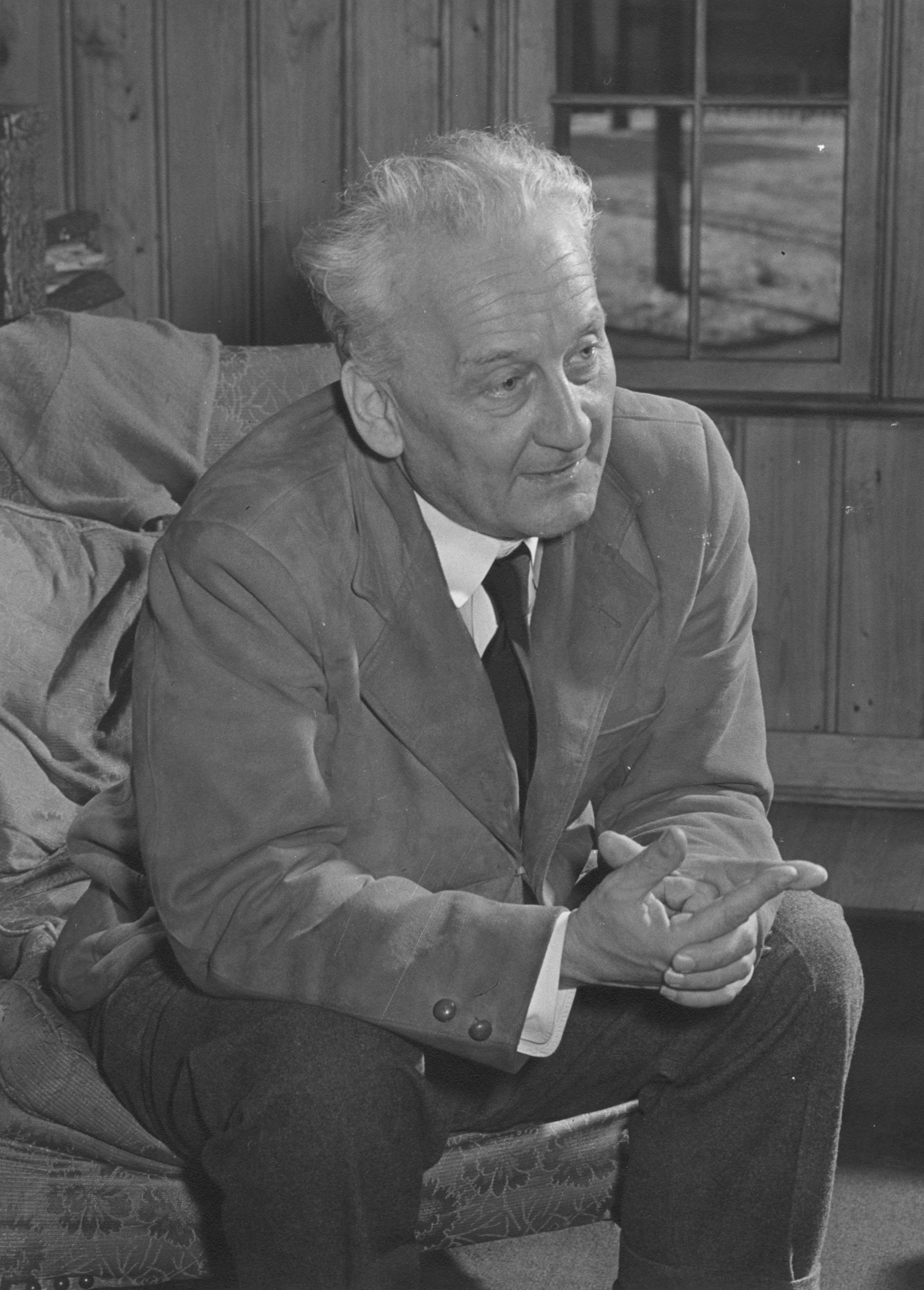
Albert Szent-Györgyi.

- La révolution du procédé de raffinage du sucre grâce aux travaux de Norbert Rillieux en 1846.
- La découverte de la vitamine C par Albert Szent-Györgyi.
- Le Noyes Laboratory (en) de l'Université de l'Illinois à Urbana-Champaign : un siècle de chimie.
- Le développement de la santé et sécurité au travail grâce à Alice Hamilton.
- La qualité et la stabilité des aliments congelés rendues possibles grâce aux recherches du Western Regional Research Center.

### 2003
- La découverte des agents anti-cancéreux Camptothecin (1966) et Taxol (1971).
- Le Polymer Research Institute de la Polytechnic University of New York, fondé en 1946 par Herman Mark.
- Le développement fibre de carbone à hautes performances par les chercheurs du Parma Technical Center d'Union Carbide Corporation.

### 2004
- Le pH-mètre développé par Arnold Orville Beckman.
- L'évolution des agents retardateurs de flamme et des apprêts pour les textiles en coton par le Southern Regional Research Center.
- Les recherches sur le métabolisme du sucre de Carl Ferdinand Cori et Gerty Cori.

### 2005

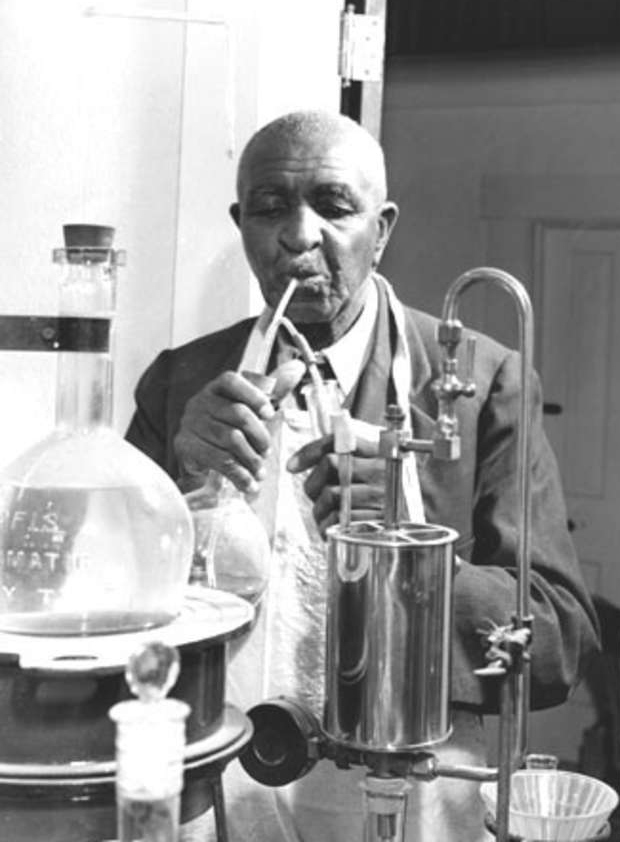
George Washington Carver dans son laboratoire.

- Les travaux de George Washington Carver sur la rotation culturale et la restauration de la fertilité du sol.
- Les travaux de Selman Waksman, qui isola les antibiotiques produits par les actinomycètes, dont la streptomycine et la néomycine.
- Le développement de la pile sèche Columbia, la première pile de ce type fabriquée pour le grand public par la National Carbon Company (aujourd'hui Energizer) en 1896.

### 2006
- La démonstration de Neil Bartlett se la première réaction d'un gaz noble en combinant du xenon avec de l'hexafluoride de platine.
- La levure chimique Rumford, développée par Eben Horsford dans les années 1850[1].
- Le développement de Tide, la première lessive synthétique à haute performance développée par les chimistes William Procter et James Gamble[2].

### 2007
- La lyophilisation par les chercheurs de l'Eastern Regional Research[3].
- Le Chemical Abstracts Service de l'American Chemical Society.
- Le ruban adhésif Scotch inventé par Richard Drew en 1930[4].
- Le Jamestown Settlement en tant que berceau de la chimie américaine.

### 2008
- La production et la distribution de radioisotopes par le Laboratoire national d'Oak Ridge[5]
- Le développement de la deep-tank fermentation par Pfizer, technologie qui permit la production en masse de la pénicilline lors de la Seconde Guerre mondiale[6]
- La technologie de l'émulsion de la peinture acrylique de Rohm and Haas[7].

### 2014
- Les travaux de Rachel Lloyd, pionnière de la chimie.

## Sources
- (en) « National historic chemical landmarks: A resource to make chemistry real » in J. Ginsberg et E. K. Jacobsen, Journal of Chemical Education, v86 n2 (1er février 2009)  (ISSN 0021-9584), (OCLC 311141376)
- (en) ACS National Historic Chemical Landmarks